# دیموث کاروناراتنه

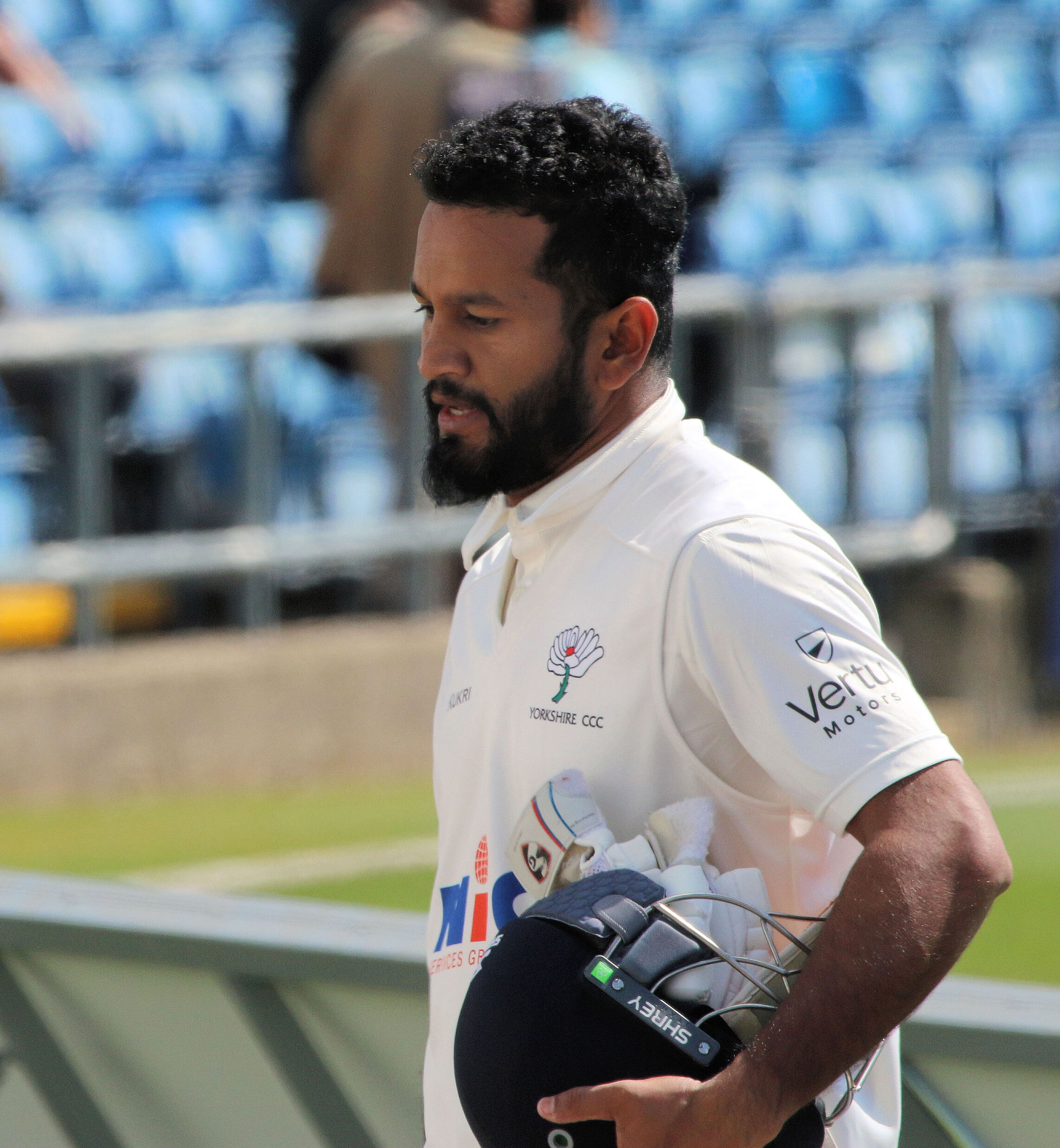
دیموث کاروناراتنه

فرانک دیموث مادوشانکا کاروناراتنه (متولد ۲۱ آوریل ۱۹۸۸؛ سینهالی) معروف به دیموث کاروناراتنه، یک کریکت باز سریلانکایی و کاپیتان فعلی تیم تست کریکت سریلانکا است. در آوریل ۲۰۱۹ دیموث کاروناراتنه به عنوان کاپیتان بین‌المللی یک روزه جدید تیم پیش از جام جهانی کریکت ۲۰۱۹ انتخاب و جایگزین لاسیت مالینگا شد.